# Ricardo Ezzati Andrello
Ricardo kardinál Ezzati Andrello SDB (* 7. ledna 1942 Campiglia dei Berici) je chilský římskokatolický kněz italského původu, od roku 2014 kardinál. Od roku 2010 zastával funkci arcibiskupa v Santiagu de Chile, v březnu 2019 na ni rezignoval. Je obviněn z krytí církevních sexuálních skandálů.

## Životopis
Narodil se Mariu Ezzatimu a Asuntě Andrellové. Základní školu navštěvoval ve svém rodném městě a středoškolské vzdělání získal na salesiánské škole v Penango. V roce 1959 vstoupil do kongregace salesiánů v Quilpué. Studoval filosofii a pedagogiku v Salesiánském institutu, který byl přidružen ke Katolické univerzitě ve Valparaísu a pokračoval ve studiu na Papežské salesiánské univerzitě, kde získal licenciát teologie. Na Institut de Pastorale Catéchetique ve Štrasburku dostal magisterský titul z náboženských věd. Kněžské svěcení přijal 18. března 1970. Působil jako představený salesiánské komunity a rektor školy v Concepción (1973–1977), ředitel většího semináře, provinční poradce, profesor na Papežské Katolické univerzitě v Chile. V roce 1984 se stal provinčním inspektorem salesiánů Chile. Stal se místopředsedou Konference vyšších představených mužských a ženských řeholí v Chile.
Dne 28. června 1996 byl jmenován biskupem Valdivie. Biskupské svěcení přijal 8. září téhož roku z rukou kardinála Carlose Oviedo Cavada, spolusvětiteli byli Sergio Otoniel Contreras Navia biskup Temuca a Francisco Javier Errázuriz Ossa, P. Schönstatt, titulární arcibiskup Hólarský. Funkci biskupa Valdivie vykonával až do 10. července 2001 kdy se stal pomocným biskupem Santiaga de Chile a titulárním biskupem La Imperial. Po tomto úřadu byl jmenován papežem Benediktem XVI dne 27. prosince 2006 metropolitním arcibiskupem Concepción a dne 15. prosince 2010 se stal metropolitním arcibiskupem Santiaga. Dne 22. února 2014 jej papež František jmenoval kardinálem.
V březnu 2019 papež František přijal Ezzatiho rezignaci. Čelí několika obviněním z krytí sexuálních skandálů v rámci církve.